# Habrotasa elongata
Habrotasa elongata är en insektsart som beskrevs av Melichar 1914. Habrotasa elongata ingår i släktet Habrotasa och familjen Tropiduchidae. Inga underarter finns listade i Catalogue of Life.